# Tranh Kim Hoàng
Tranh Kim Hoàng là tên thường gọi của một dòng tranh dân gian phát triển khá mạnh từ thế kỷ 18 đến thế kỷ 19 của làng Kim Hoàng, xã Vân Canh, huyện Hoài Đức, tỉnh Hà Tây cũ, nay là Hà Nội. 
Tương truyền, dòng họ làm tranh đầu tiên là dòng họ Nguyễn Sĩ người Thanh Hoá theo mẹ ra Thăng Long rồi lập nghiệp ở làng Kim Hoàng. Thế kỷ 19, tranh Kim Hoàng phát triển mạnh, nhưng rồi bắt đầu bị thất truyền từ trận lụt năm 1915, khi làng mạc từ Phùng đến Cầu Giấy bị ngập trắng, nhiều ván in tranh của làng bị cuốn trôi. Đến năm 1945 thì tranh hoàn toàn không còn được sản xuất nữa. Ngày nay, chỉ còn một vài ván in của dòng tranh này được lưu giữ tại Bảo tàng Mỹ thuật Việt Nam.

### Về chủ đề
Tranh Kim Hoàng cũng giống như tranh Đông Hồ, có những chủ đề quen thuộc với đời sống người dân nông thôn như tranh gà, tranh lợn, tranh ông Công ông Táo, tranh cuộc sống đồng quê... Tranh Kim Hoàng cũng có những thể loại như tranh Tết, tranh thờ... đáp ứng được những nhu cầu đa dạng, từ trang hoàng nhà cửa nhân dịp Tết đến Xuân về, cầu cho phúc lộc đầy nhà, cho đến xua đuổi tà ma, giữ nhà yên ấm.

### Về giấy làm tranh
Tranh Kim Hoàng chuyên dùng giấy hồng điều hay giấy vàng tàu để làm tranh, dùng bức nền tươi thắm như vậy, cho nên tranh Kim Hoàng còn được gọi bằng một cái tên khác là "tranh đỏ", rất phù hợp với không khí tươi vui của ngày Tết. Chỉ riêng việc chọn giấy chuẩn bị giấy thôi cũng đã tốn rất nhiều thời gian và công sức của nhóm phục dựng tranh. Giấy đỏ làm tranh của tranh Kim Hoàng cũng độc đáo và thành một đặc điểm riêng biệt của tranh Kim Hoàng chẳng khác gì giấy điệp là đặc điểm riêng của tranh Đông Hồ.

### Về nét khắc ván in
Ván in của tranh Kim Hoàng được khắc hình với những nét tinh tế thanh nhã hơn so với ván in tranh Đông Hồ, khi in làm nổi bật lên những đường nét mực trên tấm giấy hồng điều. Đường nét của tranh Kim Hoàng mang tính hình tượng hóa, cách điệu nhiều hơn hẳn so với tranh Đông Hồ, mặc dù sử dụng cùng một chủ đề. Như trong bức tranh "Thần kê" (gà thần), con gà của tranh Kim Hoàng không phải là một chú gà dung dị bình thường, mà được khoác lên mình tấm áo của một "thần gà", đuôi dài, rực rỡ với hình dáng của đuôi chim phượng hoàng. Hay như trong bức tranh về lợn, lợn của tranh Đông Hồ no đủ tròn đầy, nhưng con lợn của tranh Kim Hoàng được hình tượng hóa, chiếc mũi giống như một đám mây trong bức tranh cổ. 

### Về kỹ thuật in
Nếu như tranh Đông Hồ được tạo thành hoàn toàn từ việc in ván đen và in ván các màu, tranh Hàng Trống chỉ in các nét mặc đen rồi tô màu, thì tranh Kim Hoàng lại được in làm hai lần. Đầu tiên nghệ nhân đặt tấm giấy lên trên bề mặt ván in (kỹ thuật in ngửa giống như tranh Hàng Trống chứ không phải in sấp giống như tranh Đông Hồ), ấn nhẹ xuống, lần này được gọi là "in nhá" để trên tấm giấy xuất hiện những nét mực mờ, sau đó nghệ nhân dùng bút màu tô lên theo cảm hứng riêng của mình, cuối cùng mới đặt tấm tranh xuống, in thêm một lần nữa (gọi là "in đồ"), dùng xơ mướp khô xoa nhẹ để làm nổi bật rõ các đường nét.

### Về màu sắc

Tranh gà Kim Hoàng

Màu sắc của tranh Kim Hoàng thường dùng mực tàu và các loại màu sắc có nguồn gốc tự nhiên, được trộn với chất kết dính là keo da trâu, khác với tranh Đông Hồ là dùng hồ nếp. Màu trắng tạo ra từ thạch cao, phấn nghiền nhuyễn trộn với nước, màu xanh chàm từ mực tàu hoà với nước chàm, màu đỏ lấy từ son, màu đen từ tro rơm rạ, màu xanh từ gỉ đồng, màu vàng từ nước ép của cây dành dành. Màu sắc của tranh Kim Hoàng tươi tắn, rực rỡ và ấn tượng với những màu như đỏ hiên, đỏ điều, đỏ sen, vàng yến, qua thời gian vẫn giữ gìn được lâu bền sắc thắm buổi ban đầu, đặc biệt phù hợp với dòng tranh Tết.

### Về kỹ thuật tô màu
Tranh Kim Hoàng không giống như tranh Hàng Trống (dùng màu và nước hòa quyện với nhau để tạo nên những khoảng đậm nhạt khác nhau) mà dùng màu thật đậm đặc, khỏe khoắn, nét đưa bút cũng mạnh mẽ và phóng khoáng, một phần là bởi người làm tranh cần phải chọn lối vẽ nhanh, bút pháp linh hoạt kiểu quen tay, để có thể hoàn thành được những bức tranh cho kịp thời gian, nhưng cũng không thể phủ nhận một lý do khác chính là thẩm mỹ của làng quê, coi trọng sự chắc khỏe, đơn giản, khúc chiết.
Ngoài giấy hồng điều làm nền và màu sắc cháy bừng mạnh mẽ, tranh Kim Hoàng còn có một đặc điểm độc đáo khác nữa, đó chính là thơ đề trên góc bức tranh và bùa trấn tà ma.